# Jan Erasmus Quellinus

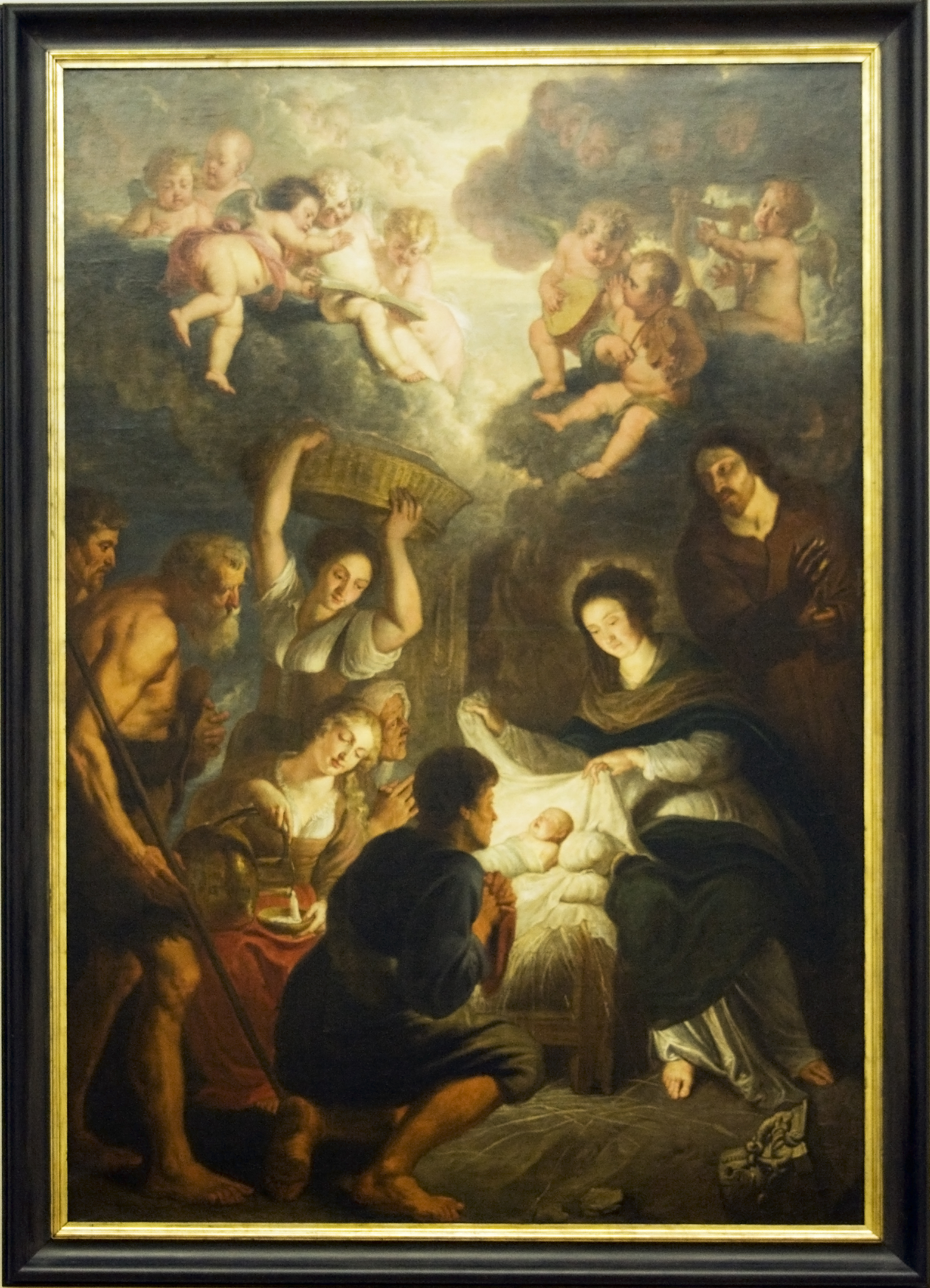
Jan Erasmus Quellinus, Pokłon pasterzy

Jan Erasmus Quellinus (ochrz. 1 grudnia 1634 w Antwerpii, zm. 11 marca 1715 w Mechelen) – flamandzki malarz i rysownik okresu baroku.
Był synem i uczniem Erasmusa Quellinusa II. W l. 1660-61 przebywał w Rzymie, gdzie wstąpił do stowarzyszenia malarzy Schildersbent, przyjmując pseudonim Cederboom (flam. Drzewo cedrowe). Po powrocie do Antwerpii został członkiem gildii św. Łukasza. W 1712 przeniósł się na stałe do Mechelen. W 1680 został malarzem nadwornym cesarza Leopolda I, dla którego wykonał 15 malowideł plafonowych z Żywotem cesarza Karola V (1681).
Malował monumentalne kompozycje ołtarzowe i in. obrazy religijne dla kościołów i klasztorów Brabancji. Pozostawał pod wpływem swego ojca i Paola Veronesego.

## Wybrane dzieła
- Hermes i Herse – 1696, Królewskie Muzea Sztuk Pięknych, Bruksela
- Narodziny Jezusa – 1689, Królewskie Muzeum Sztuk Pięknych, Antwerpia
- Pokłon pasterzy – 300 × 210 cm, Gemäldegalerie, Berlin
- Portret biskupa Aubertusa van Eede – Królewskie Muzeum Sztuk Pięknych, Antwerpia